# Hans Henrici
Hans August Heinrich Henrici (* 15. Januar 1895 in Hagen; † 23. April 1960 in Neheim-Hüsten) war ein deutscher Generalmajor im Zweiten Weltkrieg sowie Unternehmer.

## Erster Weltkrieg
Henrici trat nach dem Ende seiner Gymnasialzeit und Ausbruch des Ersten Weltkriegs am 5. August 1914 als Freiwilliger in das Ersatz-Bataillon des Infanterie-Regiments „Prinz Friedrich der Niederlande“ (2. Westfälisches) Nr. 15 der Preußischen Armee ein. Am 10. Oktober 1914 wurde er zum Ersatz-Bataillon des Hohenzollernschen Fußartillerie-Regiments Nr. 13 versetzt und diente danach ab Januar 1916 in der Folge mit der Artillerie-Batterie 247, 246 und 360 an der Westfront. Er wurde am 12. Mai 1915 zum Gefreiten und am 6. Mai 1916 zum Unteroffizier befördert. Am 11. November 1916 wurde er zum Fahnenjunker ernannt und zur Ausbildung in das Ersatz-Bataillon des Fußartillerie-Regiments „General-Feldzeugmeister“ (Brandenburgisches) Nr. 3 versetzt. Mit diesem war Henrici ab März 1917 wieder an der Front, wo er am 14. Juni 1917 zum Fähnrich sowie am 18. August 1917 zum Leutnant befördert wurde. Nach krankheitsbedingtem Lazarettaufenthalt von Oktober 1917 bis März 1918 kehrte er im April 1918 zum Ersatz-Bataillon zurück. Ab 26. Juli 1918 war Henrici als Lehrer zur Ausbildung an Beutegeschützen beim Gouvernement Mainz kommandiert.

## Zwischenkriegszeit
Ausgezeichnet mit beiden Klassen des Eisernen Kreuzes war Henrici nach Kriegsende zunächst ab 12. Dezember 1918 Adjutant des Ersatz-Bataillon. Am 12. März 1919 trat er in die Baltische Landeswehr über und diente als Batterieführer. Ende Juli 1919 kam er als Adjutant zur Abwicklungsstelle des Fußartillerie-Regiments „General-Feldzeugmeister“ (Brandenburgisches) Nr. 3.
Am 18. Februar 1920 wurde Henrici in die Vorläufige Reichswehr übernommen und zunächst dem Reichswehr-Artillerie-Regiment 20 zugeteilt. Vom 1. Oktober bis 22. Dezember 1920 kommandierte man ihn zu einem Schießlehrgang nach Jüterbog. Mit der weiteren Verringerung der Reichswehr auf 100.000 Mann folgte am 1. Januar 1921 seine Versetzung in das 1. (Preußisches) Artillerie-Regiment, wo man ihn ab 27. Januar bei der 9. Batterie verwendete. Unter Beförderung zum Oberleutnant erfolgte zum 1. Oktober 1923 seine Kommandierung an die Technische Hochschule in Berlin-Charlottenburg, wo er ein Studium zum Maschinenbauingenieur aufnahm, dass er im März 1928 als Diplom-Ingenieur abschloss. Anschließend wurde Henrici am 1. April 1928 zum Heereswaffenamt des Reichswehrministeriums (RWM) kommandiert und einen Monat später zum Hauptmann befördert. Im April 1929 wechselte er zur 1. Batterie seines Regiments und wurde am 1. Oktober 1929 Batteriechef. Am 1. März 1932 wurde er wiederum zum Waffenamt kommandiert und am 1. Oktober des gleichen Jahres als Referent dorthin versetzt. Am 1. März 1935 wurde er Major. Vom 12. Oktober 1937 bis zum 30. September 1939 war er Kommandeur des 1. Bataillons im Artillerieregiment 13. Dort erfolgte am 1. Januar 1938 seine Beförderung zum Oberstleutnant.

## Zweiter Weltkrieg
Vom 30. September bis zum 3. November 1939 war Henrici Regimentskommandeur, seine letzte Dienststellung als Truppenoffizier. Anschließend diente Henrici bis Kriegsende im Heereswaffenamt des OKH. Dort wurde er am 1. Februar 1940 Chef der Waffenabteilung in der Amtsgruppe für Industrielle Rüstung (Wa J Rü 2) und am 1. April 1940 zum Oberst befördert. Vom 1. August 1940 bis Kriegsende war er Chef der Amtsgruppe für Industrielle Rüstung (Wa J Rü). In dieser Eigenschaft erhielt er am 5. Juni 1943 das Deutsche Kreuz in Silber, avancierte am 1. Juli 1943 zum Generalmajor und wurde am 10. Februar 1945 mit dem Ritterkreuz des Kriegsverdienstkreuzes mit Schwertern ausgezeichnet. Von 1944 bis Kriegsende war er als Vertreter des OKH Mitglied des Aufsichtsrates der 1916 gegründeten Verwertungsgesellschaft für Montanindustrie GmbH „Montan“.
Nach dem Attentat vom 20. Juli 1944 war er drei Wochen inhaftiert; es konnte ihm aber keine direkte Beteiligung an dem Attentat nachgewiesen werden.
Mit der bedingungslosen Kapitulation der Wehrmacht befand sich Henrici bis Mai 1947 in US-amerikanischer Kriegsgefangenschaft.

## Nachkriegszeit
Nach der Rückkehr aus der Kriegsgefangenschaft trat er in die Firma Brökelmann, Jäger und Busse ein. Er nahm den Platz seines fünf Jahre zuvor verstorbenen Schwiegervaters Adolf Brökelmann ein. Neben Hanns Busse und Dietrich Gercken war er einer der Geschäftsführer des Unternehmens. Während der Zeit des Wirtschaftswunders expandierte das Unternehmen. Allerdings begannen für das Unternehmen bereits seit Ende der 1950er Jahre schwierige Zeiten durch die wachsende internationale Konkurrenz. Nach seinem Tod übernahm sein Sohn Dieter Henrici 1964 die Position als Geschäftsführer.

## Familie
Henrici heiratete 1936 Eva Brökelmann. Aus der Ehe gingen die drei Kinder Ernst-Dietrich (Dieter) (* 1937), Christine (* 1938) und Hans (* 1941) hervor.